# Acido stearolico
L'acido stearolico è un acido grasso acetilenico con 18 atomi di carbonio, un legame triplo in posizione 9≡10, descritto in notazione delta come 18:1Δ9a e con formula di struttura:
CH3(CH2)7-C≡C-(CH2)7COOH.
Si può trovare tra i lipidi di origine vegetale, in particolare nell'olio di semi di Pyrularia edulis (≈ 53%) , Pyrularia pubera ( ≈ 19%), Santalum album (≈ 3%), Santalum acuminatum (≈ 3%), Acanthosyris spinescens 
≈ 5%) e nell'olio di semi di Exocarpus cupressiformis (≈ 6%).
Gli oli ad alto tenore di acido stearolico sono oli siccativi che polimerizzano in tempi relativamente brevi.
All'acido stearolico sono attribuiti effetti inibitori di lipoenzimi (lipoxygenasi, prostaglandin sintetasi) e la capacità di modificare la composizione lipidica dei tessuti animali .
Nelle piante è considerato il principale precursore degli altri acidi grassi acetilenici, in particolare dell'acido ximeninico (18:2Δ9a,11t) e dell'acido exocarpico (18:2Δ9a,11t,13t) e pirulico(17:2Δ8a,10t), con cui viene frequentemente individuato.